# Transporter 3
Transporter 3 is een Franse actiefilm uit 2008. Het is de derde film uit de Transporter-trilogie, en het enige deel uit deze trilogie dat is geregisseerd door Olivier Megaton. De hoofdrol wordt wederom vertolkt door Jason Statham.

## Verhaal
Frank Martin is weer terug in Frankrijk. Hij moet samen met Valentina, de ontvoerde dochter van Leonid Vasilev, een pakje afleveren. Onderweg ontdekt hij dat Valentina zelf het pakketje is. Hun opdrachtgever heeft hen beide een polsband gegeven, die zal ontploffen als ze verder dan 22,86 meter bij de auto vandaan gaan. Vasilev, Valentina’s vader, is hoofd van een milieubeschermingorganisatie in Oekraïne.
Frank en Valentina reizen van Marseille via München en Boedapest naar Odessa aan de Zwarte Zee. Valentina denkt namelijk dat ze zal sterven en neemt geregeld alcohol en drugs om zichzelf te kalmeren. Frank is hier niet blij mee omdat ze allebei op hun hoede moeten blijven. Tijdens de reis krijgen de twee langzaam een relatie. Ondertussen moeten ze vele hindernissen overwinnen, waaronder hinderlagen van agenten van de Oekraïense overheid.

## Rolverdeling
- Jason Statham als Frank Martin
- François Berléand als Inspector Tarconi
- Natalya Rudakova als Valentina
- Robert Knepper als Johnson
- Jeroen Krabbé als Leonid Vasilev
- David Atrakchi als Malcom Manville
- Eriq Ebouaney als Ice
- Semmy Schilt als "The Giant"

## Achtergrond
Natalya Rudakova kreeg de rol toen Luc Besson haar tegenkwam op straat terwijl ze op weg was naar een afspraak bij een kapsalon. Hij betaalde 25 acteerlessen voor haar. Roger Ebert was in zijn review van de film onder de indruk van haar uiterlijk. Veel andere critici vonden echter haar acteerprestaties maar matig.
De opnamen voor de film vonden plaats in Frankrijk, Rusland en Oekraïne. De film werd met gemengde reacties ontvangen door de recensenten. Op Rotten Tomatoes gaf 37% van de beoordelaars de film een positieve beoordeling.
De film bracht wereldwijd 106.288.215 dollar op, waarmee dit de succesvolste film in de trilogie is.

## Prijzen en nominaties
In 2009 werd Transporter 3 genomineerd voor de publieksprijs bij de European Film Awards.